# Schiedamse Schie
La Schiedamse Schie est une rivière néerlandaise de la Hollande-Méridionale.

## Géographie
La Schiedamse Schie est située entre Overschie et Schiedam, où elle se jette dans la Nouvelle Meuse. Elle constitue le cours historique de la Schie. Plus à l'est sont situées les Delfshavense Schie et Rotterdamse Schie, qui ont été creusées au Moyen Âge.
La longueur de la Schiedamse Schie est de 3 kilomètres. De nos jours, elle commence au carrefour des quatre Schies. Il y a très peu de navigation sur la Schiedamse Schie ; la plus grande partie des professionnels de la navigation fluviale rejoignent la Nouvelle Meuse via la Delfshavense Schie.

## Histoire
Vers 1250, on a construit un barrage sur la Schie, autour duquel est né la localité de Nieuwerdam, appelée plus tard Schiedam. En 1264, Schiedam devenait indépendant d'Overschie, puis en 1275, Schiedam fut érigé en ville, et les habitants obtinrent une charte de privilèges, dont le droit de lever un péage au barrage dans la Schie. Ce droit de péage est à l'origine de la création des Rotterdamse Schie et Delfshavense Schie.